# Корниловка (Омская область)
Корниловка — деревня в Кормиловском районе Омской области России. В составе Борчанского сельского поселения.

## История
Основана в 1850 г. В 1928 г. состояла из 119 хозяйств, основное население — русские. Центр Корниловского сельсовета Корниловского района Омского округа Сибирского края. С 1925 по 1929 гг. районный центр Корниловского района.

## География
Находится на реке Омь.

## Население
| 2010 |
| ---- |
| 151  |

## Инфраструктура
Личное подсобное хозяйство.

## Транспорт
Выезд на региональную автодорогу 52Н-150. Остановки общественного транспорта «Корниловка», «Поворот на Корниловку».